# Listă de filme italiene din 1918
Aceasta este o listă de filme italiene din 1918:

## Lista
| Titlu                   | Regizor         | Actori                               | Gen        | Note |
| ----------------------- | --------------- | ------------------------------------ | ---------- | ---- |
| ...E dopo?              |                 |                                      |            |      |
| A peso d'oro            |                 |                                      |            |      |
| Ah, quella Dory!...     |                 |                                      |            |      |
| Fabiola                 | Enrico Guazzoni | Augusto Mastripietri, Amleto Novelli | Historical |      |
| Goodbye Youth           | Augusto Genina  | Maria Jacobini, Helena Makowska      | Drama      |      |
| La storia di un peccato | Carmine Gallone | Soava Gallone                        |            |      |